# 杏林镇 (扶风县)
杏林镇，是中华人民共和国陕西省宝鸡市扶风县下辖的一个乡镇级行政单位。著名作家劉俠的家鄉在此，筆名杏林子由此而來。

## 行政区划
杏林镇下辖以下地区：
杏林村、东坡村、马席村、漳召村、汤房村、菊花村、召宅村、李家村、西坡村、涝池岸村、长命寺村、三官庙村、浪店村、廿里铺村、良峪村和杨家沟村。